# Guyonvelle
Guyonvelle est une commune française située dans le département de la Haute-Marne, en région Grand Est.

## Géographie
| Soyers  |                    | Voisey |
|         | Guyonvelle         |        |
| Anrosey | Laferté-sur-Amance | Velles |

### Hydrographie
La commune est dans le bassin versant de la Saône au sein du bassin Rhône-Méditerranée-Corse. Elle est drainée par le ruisseau des Côtes, le ruisseau de Minuit, le ruisseau des Crâs et le ruisseau du Moulin.

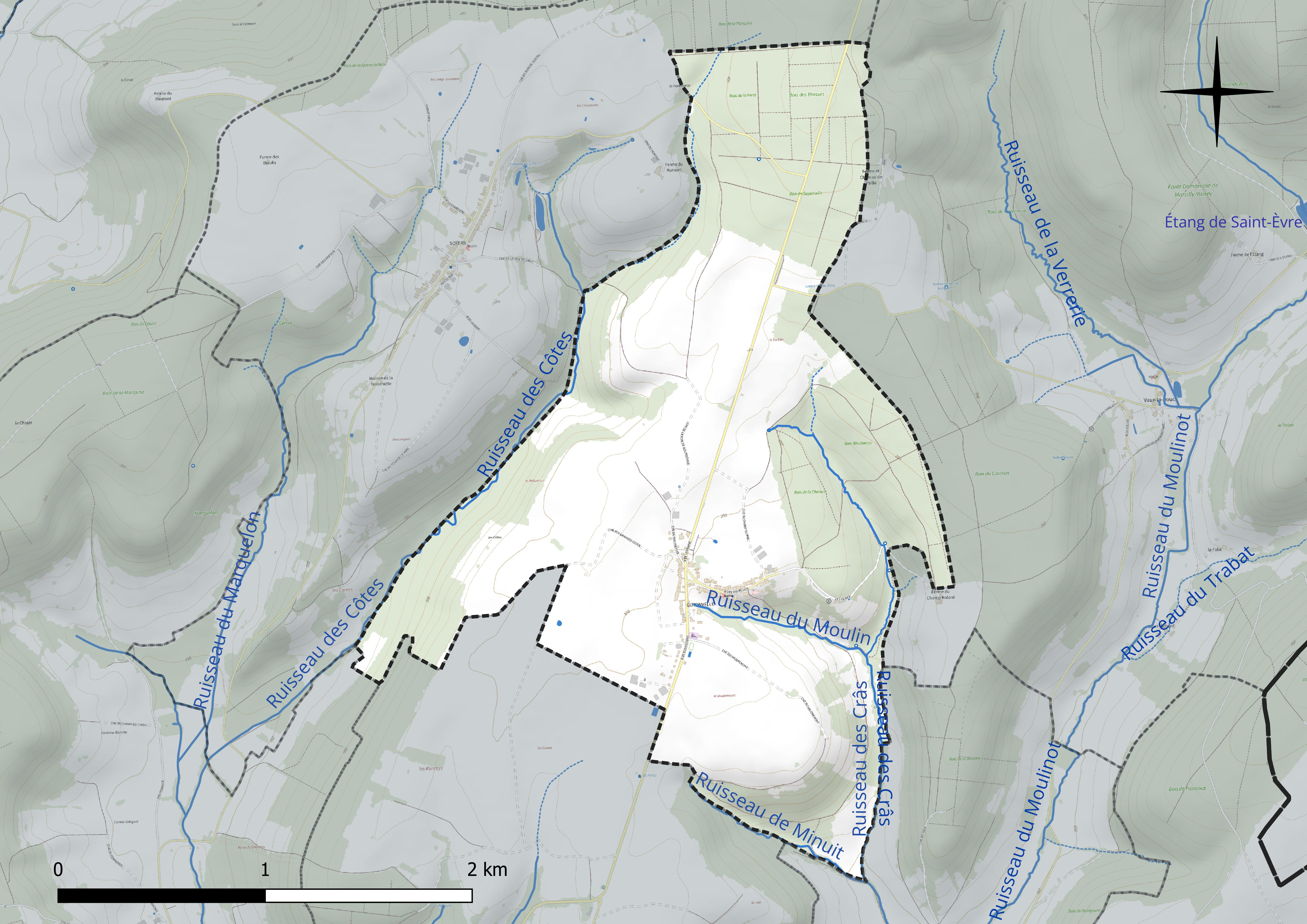
Réseau hydrographique de Guyonvelle.

### Climat
Pour des articles plus généraux, voir Climat du Grand Est et Climat de la Haute-Marne.
En 2010, le climat de la commune est de type climat des marges montargnardes, selon une étude du Centre national de la recherche scientifique s'appuyant sur une série de données couvrant la période 1971-2000. En 2020, Météo-France publie une typologie des climats de la France métropolitaine dans laquelle la commune est exposée à un climat océanique altéré et est dans la région climatique  Lorraine, plateau de Langres, Morvan, caractérisée par un hiver rude (1,5 °C), des vents modérés et des brouillards fréquents en automne et hiver. 
Pour la période 1971-2000, la température annuelle moyenne est de 10,1 °C, avec une amplitude thermique annuelle de 17,2 °C. Le cumul annuel moyen de précipitations est de 984 mm, avec 12,6 jours de précipitations en janvier et 9,4 jours en juillet. Pour la période 1991-2020, la température moyenne annuelle observée sur la station météorologique de Météo-France la plus proche, « Fayl-Billot_sapc », sur la commune de Fayl-Billot à 11 km à vol d'oiseau, est de 10,5 °C et le cumul annuel moyen de précipitations est de 995,6 mm. 
La température maximale relevée sur cette station est de 38,5 °C, atteinte le 25 juillet 2019 ; la température minimale est de −16,1 °C, atteinte le 24 décembre 2001,,. 
Les paramètres climatiques de la commune ont été estimés pour le milieu du siècle (2041-2070) selon différents scénarios d'émission de gaz à effet de serre à partir des nouvelles projections climatiques de référence DRIAS-2020. Ils sont consultables sur un site dédié publié par Météo-France en novembre 2022.

## Urbanisme

### Typologie
Au 1er janvier 2024, Guyonvelle est catégorisée commune rurale à habitat dispersé, selon la nouvelle grille communale de densité à sept niveaux définie par l'Insee en 2022.
Elle est située hors unité urbaine et hors attraction des villes,.

### Occupation des sols
L'occupation des sols de la commune, telle qu'elle ressort de la base de données européenne d’occupation biophysique des sols Corine Land Cover (CLC), est marquée par l'importance des territoires agricoles (55 % en 2018), en augmentation par rapport à 1990 (53,8 %). La répartition détaillée en 2018 est la suivante : 
forêts (40 %), prairies (23,4 %), terres arables (22,8 %), zones agricoles hétérogènes (8,8 %), zones urbanisées (4,9 %). L'évolution de l’occupation des sols de la commune et de ses infrastructures peut être observée sur les différentes représentations cartographiques du territoire : la carte de Cassini (XVIIIe siècle), la carte d'état-major (1820-1866) et les cartes ou photos aériennes de l'IGN pour la période actuelle (1950 à aujourd'hui).

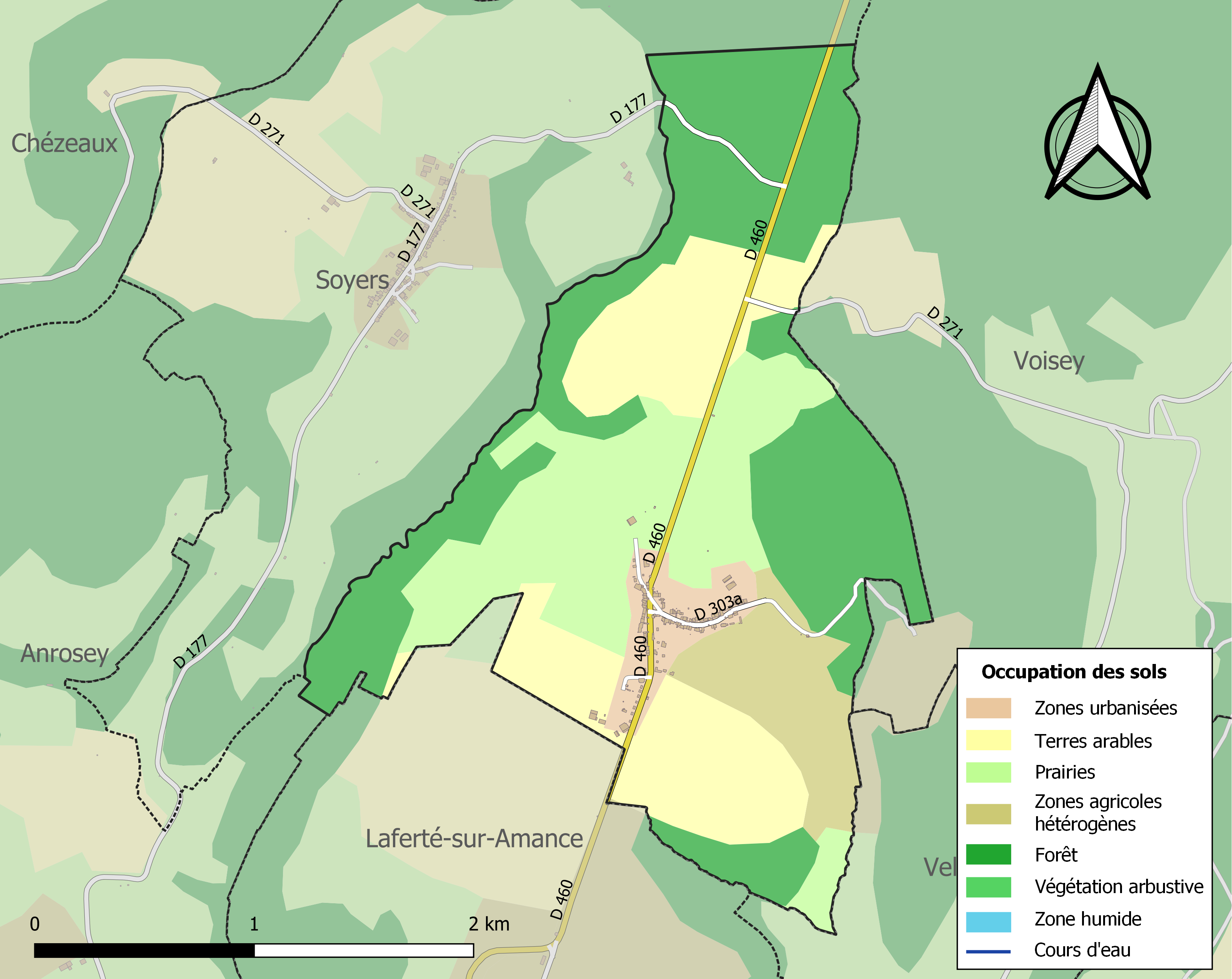
Carte des infrastructures et de l'occupation des sols de la commune en 2018 (CLC).

## Toponymie
Le nom de la localité est attesté sous les formes Guionville (1274-1275) ; Guidonis villa (1284) ; Guionvelle (1591) ; Guyonvelle (1560) ; Guyonville (1770).

## Politique et administration

### Liste des maires
| Période                                  | Période    | Identité              | Étiquette          | Qualité                                                                     |
| ---------------------------------------- | ---------- | --------------------- | ------------------ | --------------------------------------------------------------------------- |
| Les données manquantes sont à compléter. |            |                       |                    |                                                                             |
| 19/05/1929                               | 27/01/1944 | Albert Bresson        | Radical-Socialiste |                                                                             |
| 28/01/1944                               | 16/03/1975 | André Bresson         | Radical-Socialiste | Conseiller général du canton de Laferté-sur-Amance (1945-1970)              |
| 17/03/1975                               | 18/03/1983 | Jean-Marie Bresson    | PS                 |                                                                             |
| 19/03/1983                               | 13/05/2008 | Jean-François Guéniot | DVG                | Enseignant - Conseiller général du canton de Laferté-sur-Amance (2008-2015) |
| 13/05/2008                               | En cours   | Jean-Louis Ouzelet    | DVD                | Agriculteur retraité                                                        |

## Population et société

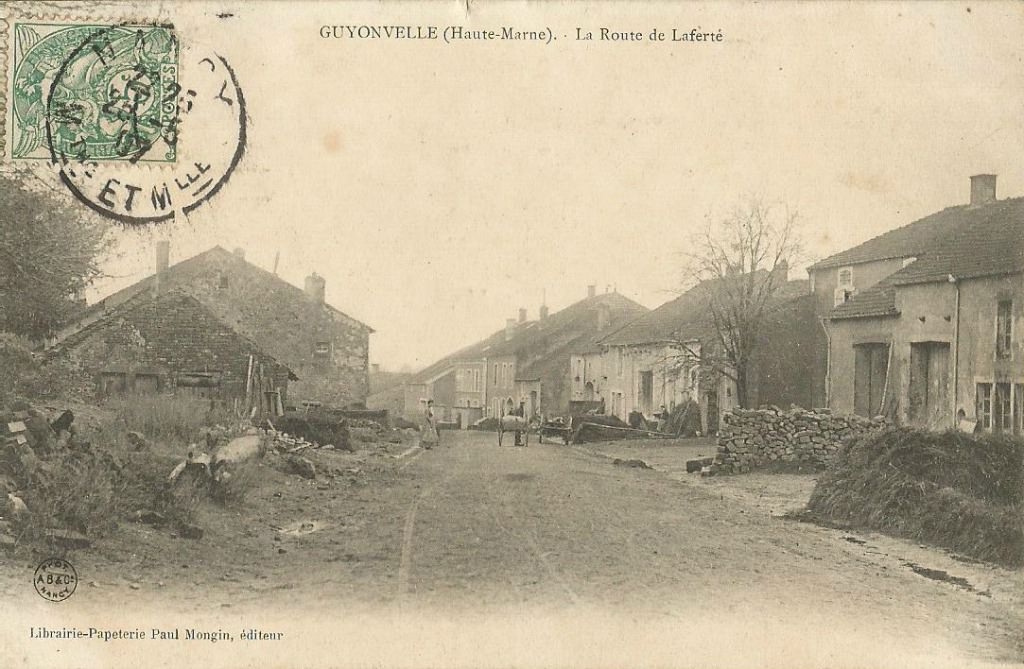
Une rue du village vers 1907.

### Démographie
L'évolution du nombre d'habitants est connue à travers les recensements de la population effectués dans la commune depuis 1793. Pour les communes de moins de 10 000 habitants, une enquête de recensement portant sur toute la population est réalisée tous les cinq ans, les populations de référence des années intermédiaires étant quant à elles estimées par interpolation ou extrapolation. Pour la commune, le premier recensement exhaustif entrant dans le cadre du nouveau dispositif a été réalisé en 2007.

En 2022, la commune comptait 90 habitants, en évolution de −15,89 % par rapport à 2016 (Haute-Marne : −4,62 %, France hors Mayotte : +2,11 %).
| 1793 | 1800 | 1806 | 1821 | 1831 | 1836 | 1841 | 1846 | 1851 |
| ---- | ---- | ---- | ---- | ---- | ---- | ---- | ---- | ---- |
| 303  | 368  | 397  | 328  | 382  | 365  | 387  | 379  | 383  |

| 1856 | 1861 | 1866 | 1872 | 1876 | 1881 | 1886 | 1891 | 1896 |
| ---- | ---- | ---- | ---- | ---- | ---- | ---- | ---- | ---- |
| 314  | 324  | 338  | 334  | 318  | 289  | 289  | 251  | 219  |

| 1901 | 1906 | 1911 | 1921 | 1926 | 1931 | 1936 | 1946 | 1954 |
| ---- | ---- | ---- | ---- | ---- | ---- | ---- | ---- | ---- |
| 222  | 222  | 197  | 180  | 181  | 194  | 204  | 212  | 215  |

| 1962 | 1968 | 1975 | 1982 | 1990 | 1999 | 2006 | 2007 | 2012 |
| ---- | ---- | ---- | ---- | ---- | ---- | ---- | ---- | ---- |
| 227  | 225  | 189  | 177  | 146  | 120  | 121  | 121  | 105  |

| 2017 | 2022 | - | - | - | - | - | - | - |
| ---- | ---- | - | - | - | - | - | - | - |
| 107  | 90   | - | - | - | - | - | - | - |

## Culture locale et patrimoine

### Personnalités liées à la commune
(avril 2020).
Si vous disposez d'ouvrages ou d'articles de référence ou si vous connaissez des sites web de qualité traitant du thème abordé ici, merci de compléter l'article en donnant les références utiles à sa vérifiabilité et en les liant à la section « Notes et références ».
- À Guyonvelle est né le 20 octobre 1836 Martin Luc Huin, prêtre des Missions étrangères, décapité le 30 mars 1866 en Corée. Martyr du « Groupe des cent trois martyrs de Corée », il fut béatifié le 6 octobre 1968 à Rome par le pape Paul VI et canonisé le 6 mai 1984 à Séoul (Corée du Sud) par le pape Jean-Paul II. Saint Martin Luc Huin est fêté le 20 septembre.
- Autre famille de la commune, la famille Bresson, qui durant près d'un demi-siècle sera aux commandes politiques et économiques de la commune. En effet au début du XXe siècle, Albert Bresson fonde une petite scierie non loin de là, à Laferté-sur-Amance. Rapidement cette petite affaire va prendre de l'importance, au niveau local puis départemental, de plus Albert Bresson devient maire de Guyonvelle en 1929, charge qu'il exercera jusqu'à sa mort en 1944. Au sortir de la guerre, ce que l'on nomme désormais la « SA Bresson » est en pleine expansion dans un contexte d'euphorie économique lié a la reconstruction. Les deux fils d'Albert, André et Lucien Bresson reprennent la tête de l'entreprise, c'est ainsi que se met en place une direction à deux têtes, celle-ci se fera dans une parfaite entente. En ce qui concerne la succession à la mairie, c'est l'ainé André qui suivra les traces de son père. Dès la mort de son père, il est élu en 1944 maire de Guyonvelle, et la même année conseiller général, charges qu'il exercera à son tour jusqu'à sa mort en 1975. Durant ce qu'il est devenu courant d'appeler « les trente glorieuses », l'entreprise connu son âge d'or. Entre 1956 et 1962, une deuxième usine ouvre à Nuits-Saint-Georges (Côte d'Or), mais pour des raisons d'éloignement géographique entre les usines, car celle de Laferté est destinée à la conception de produits bruts (traverses de chemins de fer, grumes...), la deuxième est une parqueterie, cette dernière sera revendue. C'est ainsi que peu après André et Lucien Bresson rachètent une usine de déroulage à Hortes (Haute-Marne) qui cette fois ci est proche de Laferté et offrira de nouveaux débouchés. À cette époque, la Famille Bresson emploie plus d'une centaine de personnes, ce qui est considérable dans un département ou l'industrie est très peu développée en dehors de l'agroalimentaire, et que ce département est très peu peuplé. De ce fait, ce sera la première scierie du département, ainsi qu'une des premières usines exportatrices. La plupart des employés sont originaires de Guyonvelle, ce qui va faire des Bresson le quasi unique employeur de cette commune, un cas unique dans la région, ainsi on verra se développer un paternalisme puissant au sein de ce qu'on nommera la communauté. André est le patriarche, le père.